# Friedrich Hartau
Friedrich Hartau (* 7. Oktober 1911 in Dresden, Sachsen; † 8. Februar 1981 in Hamburg) war ein deutscher Schauspieler, Übersetzer, Dramaturg, Schriftsteller und Regisseur.

## Leben
Nach dem Besuch des Gymnasiums in Görlitz arbeitete Hartau zunächst als Buchhändler. Es folgten erste Bühneninszenierungen in Waldenburg. Weitere Bühnenstationen waren unter anderem Hamburg sowie das Staatstheater Kassel. Darüber hinaus trat er auch in zahlreichen Film- und Fernsehproduktionen auf wie in Alfred Weidenmanns Kino-Adaption von Theodor Storms Schimmelreiter, in Peter Fleischmanns Science-Fiction-Film Die Hamburger Krankheit, im Heimatfilm Mariandls Heimkehr mit Cornelia Froboess in der Hauptrolle, in der Satire Wir Kellerkinder sowie dem Mehrteiler Bauern, Bonzen und Bomben nach Hans Fallada. Daneben übernahm er zahlreiche Gastauftritte in Fernsehserien und -reihen wie Hamburg Transit und Stahlnetz. Einem breiten Publikum wurde er durch die Vorabendserie Percy Stuart bekannt: Hartau spielte „Mr. Joshua Brown“, ein joviales Mitglied des Excentric Clubs, das dem Titelhelden stets gewogen war.
Neben seiner Tätigkeit als Schauspieler führte Hartau auch Regie und betätigte sich als Drehbuchautor. So schrieb er 1936 „Ritter, Tod und Teufel“ (Spiel vom Menschen f. 3 Sprecher und gem. Chor a cappella/Musik Bruno Stürmer), die Vorlagen für Eugen Yorks Die letzte Nacht (1949) und Helmut Käutners Fernsehfilm Die Flasche nach Motiven von Joachim Ringelnatz. Ebenso arbeitete er als Journalist/Theaterkritiker/Feuilletonchef für die Hamburger Morgenpost und verfasste Biographien von Molière, Wilhelm II. und Klemens von Metternich für den Rowohlt Verlag.
Hartau war mit der Künstlerin Claudia Tressin (1917–2013) verheiratet. Das Ehepaar ruht auf dem Friedhof Volksdorf.

## Filmografie (Auswahl)
- 1960: Wir Kellerkinder
- 1962: Mariandls Heimkehr
- 1964: Stahlnetz: Rehe
- 1965: Die Katze im Sack
- 1965: Das Feuerzeichen (Fernsehfilm)
- 1969–1972: Percy Stuart
- 1973: Bauern, Bonzen und Bomben
- 1974: Hamburg Transit – Ein dankbares Opfer
- 1976: Ein herrlicher Tag
- 1978: Der Schimmelreiter
- 1979: Die Hamburger Krankheit

## Werke (Auswahl)
- 1971: Madame – es ist serviert, München: Herbig.
- 1976: Molière mit Selbstzeugnissen und Bilddokumenten, Reinbek: Rowohlt.
- 1977: Clemens Fürst von Metternich in Selbstzeugnissen und Bilddokumenten, Reinbek: Rowohlt.
- 1978: Wilhelm II. in Selbstzeugnissen und Bilddokumenten, Reinbek: Rowohlt.
- 1978: Trotzdem haben wir gelacht, Bergisch Gladbach: Lübbe (nur Herausgeberschaft).
- 1978: Immer Ärger mit dem Personal, Bergisch Gladbach: Lübbe.